# Дельфур, Эдмон
Эдмо́н Дельфу́р (фр. Edmond Delfour; 1 ноября 1907, Рис-Оранжис, Франция  — 19 декабря 1990, Корте, Франция) — французский футболист и тренер. Выступал на позиции полузащитника. Участник 3 чемпионатов мира.

## Карьера

### Клубная
Эдмон Дельфур играл во французских клубах «Стад Франсе»,  «Расинг», «Рубе», «Руан» и «Ред Стар»,. Принимал участие в первом чемпионате Франции. В составе «Расинга» становился чемпионом и обладателем кубка Франции. Помимо этого выступал за «Расинг» в сезоне 1929/30, когда парижский клуб дошёл до финала, однако Дельфур в том финале не сыграл. История повторилась и в сезоне 1945/46, когда Дельфур, будучи игроком «Ред Стар» на поле в финальном матче кубка вновь не появился.

### В сборной
Дебютировал в сборной Франции 9 мая 1929 года в товарищеском матче со сборной Англии. Входил в состав французской сборной на чемпионатах мира 1930 (3 матча), 1934 (1 матч) и 1938 (2 матча) годов.

### Тренерская
Эдмон Дельфур начал тренерскую карьеру в «Руане» в 1940 году, в дальнейшем тренировал ряд французских и бельгийских клубов, а также тунисский «Хаммам-Лиф». В чемпионатах Франции команды Дельфура не поднимались выше 9-го места («Стад Франсе» в сезоне 1952/53). В кубках Франции наивысшим успехом для Дельфура стал выход в финал в сезоне 1945/46.

## Статистика
| Матчи Дельфура за сборную Франции | Матчи Дельфура за сборную Франции | Матчи Дельфура за сборную Франции | Матчи Дельфура за сборную Франции | Матчи Дельфура за сборную Франции | Матчи Дельфура за сборную Франции | Матчи Дельфура за сборную Франции |
| --------------------------------- | --------------------------------- | --------------------------------- | --------------------------------- | --------------------------------- | --------------------------------- | --------------------------------- |
| №                                 | Дата                              | Соперник                          | Счёт                              | Голы Дельфура                     | Турнир                            |                                   |
| 1                                 | 9 мая 1929                        | Англия                            | 1:4                               | -                                 | Товарищеский матч                 |                                   |
| 2                                 | 19 мая 1929                       | Югославия                         | 1:3                               | -                                 | Товарищеский матч                 |                                   |
| 3                                 | 26 мая 1929                       | Бельгия                           | 1:4                               | -                                 | Товарищеский матч                 |                                   |
| 4                                 | 11 мая 1930                       | Чехословакия                      | 2:3                               | 1                                 | Товарищеский матч                 |                                   |
| 5                                 | 18 мая 1930                       | Шотландия                         | 0:2                               | -                                 | Товарищеский матч                 |                                   |
| 6                                 | 25 мая 1930                       | Бельгия                           | 2:1                               | -                                 | Товарищеский матч                 |                                   |
| 7                                 | 13 июля 1930                      | Мексика                           | 4:1                               | -                                 | ЧМ—1930                           |                                   |
| 8                                 | 15 июля 1930                      | Аргентина                         | 0:1                               | -                                 | ЧМ—1930                           |                                   |
| 9                                 | 19 июля 1930                      | Чили                              | 0:1                               | -                                 | ЧМ—1930                           |                                   |
| 10                                | 7 декабря 1930                    | Бельгия                           | 2:2                               | -                                 | Товарищеский матч                 |                                   |
| 11                                | 25 января 1931                    | Италия                            | 0:5                               | -                                 | Товарищеский матч                 |                                   |
| 12                                | 15 февраля 1931                   | Чехословакия                      | 1:2                               | -                                 | Товарищеский матч                 |                                   |
| 13                                | 15 марта 1931                     | Германия                          | 1:0                               | -                                 | Товарищеский матч                 |                                   |
| 14                                | 14 мая 1931                       | Англия                            | 5:2                               | 1                                 | Товарищеский матч                 |                                   |
| 15                                | 10 марта 1932                     | Италия                            | 1:2                               | -                                 | Товарищеский матч                 |                                   |
| 16                                | 12 февраля 1933                   | Австрия                           | 0:4                               | -                                 | Товарищеский матч                 |                                   |
| 17                                | 19 марта 1933                     | Германия                          | 3:3                               | -                                 | Товарищеский матч                 |                                   |
| 18                                | 26 марта 1933                     | Бельгия                           | 3:0                               | -                                 | Товарищеский матч                 |                                   |
| 19                                | 23 апреля 1933                    | Испания                           | 3:3                               | -                                 | Товарищеский матч                 |                                   |
| 20                                | 25 мая 1933                       | Уэльс                             | 1:1                               | -                                 | Товарищеский матч                 |                                   |
| 21                                | 10 июня 1933                      | Чехословакия                      | 0:4                               | -                                 | Товарищеский матч                 |                                   |
| 22                                | 6 декабря 1933                    | Англия                            | 1:4                               | -                                 | Товарищеский матч                 |                                   |
| 23                                | 25 марта 1934                     | Чехословакия                      | 1:2                               | -                                 | Товарищеский матч                 |                                   |
| 24                                | 15 апреля 1934                    | Люксембург                        | 6:1                               | -                                 | ОЧМ—1934                          |                                   |
| 25                                | 27 мая 1934                       | Австрия                           | 2:3                               | -                                 | ЧМ—1934                           |                                   |
| 26                                | 17 февраля 1935                   | Италия                            | 1:2                               | -                                 | Товарищеский матч                 |                                   |
| 27                                | 17 марта 1935                     | Германия                          | 1:3                               | -                                 | Товарищеский матч                 |                                   |
| 28                                | 14 апреля 1935                    | Бельгия                           | 1-1                               | -                                 | Товарищеский матч                 |                                   |
| 29                                | 19 мая 1935                       | Венгрия                           | 2:0                               | -                                 | Товарищеский матч                 |                                   |
| 30                                | 27 октября 1935                   | Швейцария                         | 1-2                               | -                                 | Товарищеский матч                 |                                   |
| 31                                | 10 ноября 1935                    | Швеция                            | 2-0                               | -                                 | Товарищеский матч                 |                                   |
| 32                                | 12 января 1936                    | Нидерланды                        | 1:6                               | -                                 | Товарищеский матч                 |                                   |
| 33                                | 9 февраля 1936                    | Чехословакия                      | 0:3                               | -                                 | Товарищеский матч                 |                                   |
| 34                                | 8 марта 1936                      | Бельгия                           | 3-0                               | -                                 | Товарищеский матч                 |                                   |
| 35                                | 21 марта 1937                     | Германия                          | 0-4                               | -                                 | Товарищеский матч                 |                                   |
| 36                                | 23 мая 1937                       | Ирландия                          | 0-2                               | -                                 | Товарищеский матч                 |                                   |
| 37                                | 10 октября 1937                   | Швейцария                         | 2:1                               | -                                 | Товарищеский матч                 |                                   |
| 38                                | 31 октября 1937                   | Нидерланды                        | 3:2                               | -                                 | Товарищеский матч                 |                                   |
| 39                                | 5 декабря 1937                    | Италия                            | 0:0                               | -                                 | Товарищеский матч                 |                                   |
| 40                                | 5 июня 1938                       | Бельгия                           | 3:1                               | -                                 | ЧМ—1938                           |                                   |
| 41                                | 12 июня 1938                      | Италия                            | 1:3                               | -                                 | ЧМ—1938                           |                                   |

Итого: 41 матч / 2 гола; 12 побед, 6 ничьих, 23 поражения.

## Достижения

### В качестве игрока
- Чемпион Франции (1): 1935/36
- Обладатель кубка Франции (1): 1935/36

### Тренерские
- Финалист кубка Франции (1): 1945/1946